# Uvaria papuasica
Uvaria papuasica är en kirimojaväxtart som först beskrevs av Friedrich Ludwig Diels, och fick sitt nu gällande namn av L. L. Zhou, Y. C. F. Su och R. M. K. Saunder. Uvaria papuasica ingår i släktet Uvaria och familjen kirimojaväxter. Inga underarter finns listade i Catalogue of Life.